# More Love Ensemble
More Love Ensemble, hrvatsko-slovenski glazbeni sastav, samoprozvanog baseless jazz fusion koncepta.

## Povijest
Nesvojstveno, prvi album koji su objavili bio je album uživo. Objavili su ga 2017. godine pod etiketom Aquarius Recordsa. Žanrovski je crossover glazba, a naslovljen More Love To Tchaikovsky. Građu čine obrade kompozicija Petra I. Čajkovskog u obliku jazz suite. Drugi, studijski album objavljen je 2018. godine kod iste diskografske kuće pod nazivom Waking up. Predstavili su ga riječima "misaona renesansa uz dozu ljubavi na pravim mjestima". Sadrži šest skladba, od kojih četiri autorski potpisuju članovi sastava, a dvije su odabrane iz MLE-ova repertoara tradicionalnih i gospel pjesama. Na albumu gostuje Mario Igrec na arapskoj lutnji. Za skladbu s albuma Snovi koraljni snimili su spot u režiji Filipa Borellija. Uslijedila je kraća studijska stanka. Na sljedećem albumu prešli su u formu kvinteta spridruženim članovima Markom Firstom (violina) i Luka Žužić (klvijature, trombon). Album pod nazivom Crossing predstavljen je 25. rujna 2020. u Kneževu dvoru, kao dio festivala Dubrovnika u poznom ljetu iu suradnji s Dubrovačkim simfonijskim orkestrom i Domom Marina Držića. Žanrovski spada u crossover glazbu s njihovim karakterističnim glazbenim potpisom u kojem nastavljaju istraživati spoj klasike, jazza, funka, etna i elektronike. Nadahnuće su hrvatski skladatelji klasične glazbe: L.Sorkočević, V.Lisinski, I. pl. Zajc, B.Bersa, D.Pejačević, I.Tijardović, J.Gotovac i B.Papandopulo. Sadrži osam skladba. Gostovali su flautistica Nika Bauman, kontrabasist Mladen Baraković i čelist Stanislav Kovačić. Album je snimljen u uvjetima karantene početkom godine, na različitim lokacijama. Aranžmani su djelo Ćulibrka, Firsta i Žužića, dio tekstova i kreativni koncept potpisuje Lovričević, a produkciju Kugler. Predstavljanjem albuma nastupom uz komorni sastav Dubrovačkog simfonijskog orkestra zatvara se taj festival.

## Članovi
Izvorni članovi su glazbenici koji su već afirmirani kao samostalni ili kao sudionici drugih glazbenih projekata. Čine ga autorica, vokalistica i izvođačica efekata, te kreativna voditeljica projekta Melita Lovričević (Hrvatska), klavirist i aranžer Petar Ćulibrk (Hrvatska), te bubnjar i aranžer Enos Kulger (Slovenija). Za album Crossing je bio pridruženi član Marko First (akustična i električna violina, aranžmani), a došao je svirati i Luka Žužić (trombon, klavijature, aranžmani).

## Diskografija
- More Love To Tchaikovsky , Aquarius Records, 2017.
- Waking Up, Aquarius Records, 2018.
- Crossing, 2020.

## Vanjske poveznice
- Facebook
- Melita Lovričević  Arhivirana inačica izvorne stranice od 7. travnja 2022. (Wayback Machine)
- Sound Cloud
- YouTube
- Discogs